# مینا شیراکاوا
مینا شیراکاوا (متولد ۲۶ دسامبر ۱۹۸۷) یک کشتی‌گیر حرفه‌ای ژاپنی، مدل گراور و ترنتو است. او به سازمان کشتی "ستارگان حلقه عجایب جهان" (استاردم) وابسته است و یکی از رهبران مشترک گروه "Empress Nexus Venus" به همراه مایکا است. او همچنین در چندین سازمان همکار استاردم، از جمله "ای‌ئی‌دبلیو" (AEW) و "رینگ آو آنر" (ROH) در ایالات متحده و "Revolution Pro Wrestling" (RevPro) در انگلستان حضور دارد، که یک بار قهرمان زنان بریتانیا در دسته "RevPro Undisputed" شده است.
در استاردم، مینا شیراکاوا دو بار قهرمان در دسته "Artist of Stardom"، یک بار قهرمان "Wonder of Stardom"، یک بار قهرمان "Goddesses of Stardom" و یک بار قهرمان "Future of Stardom" بوده است.

## اوایل زندگی
شیراکاوا در دانشگاه آئویاما گاکواین تحصیل کرده و در آنجا زبان انگلیسی و ادبیات آمریکایی را مطالعه کرده است. او قبلاً به عنوان برنامه‌ریز عروسی نیز فعالیت کرده است.
در دوران نوجوانی، شیراکاوا سینه‌های بزرگی پیدا کرد که او گفته است به او اعتماد به نفس داده تا در زندگی بزرگسالی‌اش «سکسی» باشد. این موضوع باعث شد که شیراکاوا به عنوان یک «مدل گراور» (مدل جذاب) در ژاپن در دوران بیست سالگی‌اش فعالیت کند و همچنین از لقب "کشتی‌گیر مبارز گراور H-Cup" به عنوان بخشی از شخصیت کشتی‌اش استفاده کند.شیراکاوا گفته است که از «جوشین تاندر لیگر» الهام گرفته تا وارد دنیای کشتی حرفه‌ای شود.

## حرفه کشتی کج

### مدار مستقل (۲۰۱۸–۲۰۲۰)
شیراکاوا در سن ۳۱ سالگی و در تاریخ ۵ اوت ۲۰۱۸ در رویداد BBJ Muscle Ring که اولین رویداد از پروموشن Best Body Japan Pro-Wrestling بود، اولین اجرای کشتی حرفه‌ای خود را انجام داد. او در این رویداد با شکو ناکاجیما تیم تشکیل داد و در برابر ریکا ساکی و هاشیمی مورا ماتسو شکست خورد.او در چندین رویداد دیگر این پروموشن نیز شرکت کد، از جمله BBJ Muscle Ring 2 در تاریخ ۱۸ اکتبر ۲۰۱۸ که در آن برابر چری شکست خورد و BBJ Muscle Ring 3 در تاریخ ۲۶ دسامبر ۲۰۱۸ که در آن به میساکی اوهاتا باخت.شیراکاوا همچنین یک مسابقه برای DDT Pro-Wrestling در رویداد Ryōgoku Peter Pan 2018 در تاریخ ۲۱ اکتبر انجام داد، جایی که با میو یاماشیتا و یوکی کامی‌فوکو تیم تشکیل داد و در یک مسابقه تیمی شش نفره زنان به یُکا ساکازاکی، میزوکی و شکو ناکاجیما باخت.او بیشتر مسابقات خود را برای Tokyo Joshi Pro Wrestling انجام داد، اولین مسابقه‌اش در شب دوم تور ۵ سالگی TJP در تاریخ ۴ نوامبر ۲۰۱۸ بود، جایی که با ریکا ساکی تیم تشکیل داد و در برابر ماکی ایتو و شکو ناکاجیما شکست خورد.CMLL و Lady's Ring دومین نمایش مشترک خود را با نام Numero Dos برگزار کردند، جایی که در رویداد اصلی، نماینده CMLL، دالیس لا کاریبنا، نماینده Lady's Ring، مینا شیراکاوا را در یک مسابقه بهترین دو از سه راند شکست داد و قهرمانی CMLL Japan Women's Championship را که دوباره فعال شده بود، به دست آورد.

### رینگ شگفت‌انگیر استاردوم (۲۰۲۰–اکنون)

#### فرشتگان کیهانی (۲۰۲۰–۲۰۲۲)
شیراکاوا اولین حضور در تاریخ ۳ اکتبر ۲۰۲۰ در ستارگان رینگ شگفت‌انگیز جهان و در رویداد سیندرلا یوکوهاما ۲۰۲۰ کرد و هنان را شکست داد. او به همراه تام ناکانو و اوناجی سایاکا گروه فرشتگان کیهانی را تشکیل دادند. در رویداد جاده رؤیایی سیندرلا اوزاکادر تاریخ ۱۶ دسامبر، این گروه قهرمانی هنرمند استاردوم را با شکست اوئدو تای (بی پریستلی، ناتسکو تورا و ساکی کاشیما) به دست آوردند.
در رویداد تمام ستارگان رؤیایی سیندرلا در تاریخ ۳ مارس ۲۰۲۱، شیراکاوا در یک مسابقه ۲۴ نفره آل استار رامبل استاردوم شرکت کرد و با چندین افسانه بازگشته استاردوم روبرو شد. در ابتدای سال ۲۰۲۱، فرشتگان کیهانی با دونا دل موندو مواجه شدند. به همین دلیل، شیراکاوا به همراه اوناجی سایاکا برای قهرمانی الهه استاردوم در تاریخ ۱۴ مارس در قرن جدید ۲۰۲۱ با هیمکا و مایکا مبارزه کردند، اما پیروز نشدند.در شب اول تورنمنت سیندرلا ۲۰۲۱ در تاریخ ۱۰ آوریل، شیراکاوا به اوتامی هایاشیشیتا باخت. او در تاریخ ۴ ژوئیه در سیندرلا رؤیایی یوکوهاما ۲۰۲۱ در تابستان، برای قهرمانی آینده استاردوم با شکست اوناجی سایاکا در فینال، یک تورنمنت برای عنوان خالی به دست آورد.شیراکاوا در بلوک ستاره‌های سرخ از جایزه بزرگ ۵ ستاره ۲۰۲۱ شرکت کرد و مجموعاً شش امتیاز کسب نمود که برای صعود به فینال کافی نبود. او همچنین در بلوک الهه‌های آبی از لیگ برچسب الهه ستارگان ۲۰۲۱ به همراه تام ناکانو با عنوان اچ رؤیایی شرکت کرد و مجموعاً سه امتیاز کسب کردند که برای صعود به فینال کافی نبود.در سوپر وارز توکیو در تاریخ ۲۷ نوامبر، شیراکاوا برای قهرمانی شگفتی استاردوم با تام ناکانو مبارزه کرد اما پیروز نشد. در سوپر وارز اوزاکا در تاریخ ۱۸ دسامبر، شیراکاوا، اوناجی سایاکا و تام ناکانو در یک مسابقه تیمی شش نفره به ستاره‌ها (هازوکی، کگوما و مایو ایواتانی) باختند که بخشی از یک تورنمنت واحد به ارزش ۱۰ میلیون یِن بود.در ملکه رؤیایی در تاریخ ۲۹ دسامبر، شیراکاوا، مای ساکورای و اوناجی سایاکا برای قهرمانی هنرمند استاردوم با پرنسس رقصنده مبارزه کردند اما پیروز نشدند.

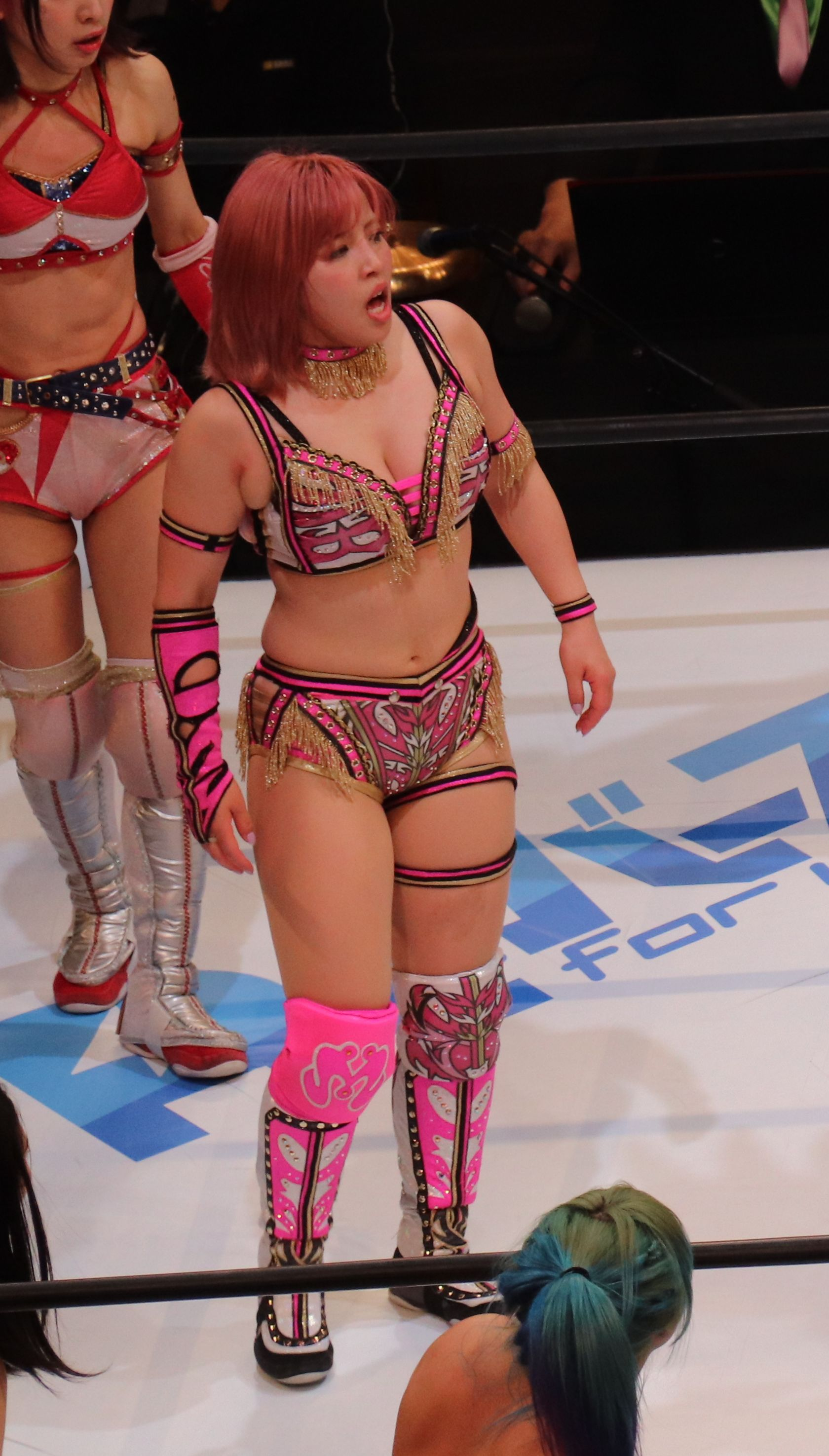
شیراکاوا در مارس ۲۰۲۲.

در سوپر فایت ناگویا در تاریخ ۲۹ ژانویه ۲۰۲۲، شیراکاوا در یک مسابقه برای قهرمانی جهانی اس‌دبلیوای به تِکلا باخت. در سفر سیندرلا در تاریخ ۲۳ فوریه، شیراکاوا و اوناجی سایاکا برای قهرمانی الهه استاردوم مبارزه کردند اما پیروز نشدند. شیراکاوا در تورنمنت سیندرلا ۲۰۲۲ شرکت کرد و در دور اول در تاریخ ۳ آوریل توسط میرای حذف شد.

#### باشگاه ونوس (۲۰۲۲–۲۰۲۴)
در ملکه رؤیایی ۲ در تاریخ ۲۹ دسامبر ۲۰۲۲، شیراکاوا به همراه ماریا می و زیا بروک‌ساید به داخل رینگ برای مسابقه رفتند. شیراکاوا و هم‌تیمی‌اش در فرشتگان کیهانی، اوناجی سایاکا، موفق شدند اوئدو تای (مای ساکورای و تِکلا) را شکست دهند. پس از مسابقه، شیراکاوا به سایاکا سیلی زد و اعلام کرد که گروه باشگاه ونوس را تشکیل می‌دهد، که شامل خود او، بروک‌ساید و می است. در شب پایانی تورنمنت سیندرلا ۲۰۲۳ در تاریخ ۱۵ آوریل ۲۰۲۳، شیراکاوا به همراه ناتسوپوی، ساکی و تام ناکانو در برابر اوئدو تای (جیولیا، هیمکا، مایکا و تِکلا) شکست خوردند. پس از مسابقه، شیراکاوا اعلام کرد که باشگاه ونوس از فرشتگان کیهانی جدا خواهد شد و به یک واحد مستقل تبدیل می‌شود.
در تاریخ ۲۳ آوریل ۲۰۲۳، در تمام ستارگان گرند ملکه، شیراکاوا با شکست سایاکا کامیتانی قهرمان شگفت‌انگیز استاردوم شد. در تاریخ ۴ مه، شیراکاوا اولین دفاع موفق از عنوان خود را با شکست ناتسوپوی، انجام داد. در قهرمانی درخشان در تاریخ ۲۷ مه، شیراکاوا قهرمانی شگفت‌انگیز استاردوم را به تام ناکانو در یک مسابقه «برنده همه چیز» باخت، جایی که قهرمانی دنیای استاردوم، ناکانو نیز در خطر بود و این باخت به پایان سلطنت ۳۴ روزه شیراکاوا منجر شد.در سان‌شاین ۲۰۲۳ در تاریخ ۲۵ ژوئن، شیراکاوا و ماریا می، که با عنوان رزگلد شناخته می‌شوند، قهرمانی الهه‌های استاردوم را با شکست دادن دوران جدید به دست آوردند. اما در استاردوم x استاردوم:تیم تابستانی اوزاکا در تاریخ ۱۳ اوت، رزگلد قهرمانی الهه‌های استاردوم را به ری‌استات واگذار کردند.

#### ملکه ونوس نکسوس (۲۰۲۴–تاکنون)
در تاریخ ۲۰ ژانویه ۲۰۲۴، شیراکاوا، هاناکو، مایکا، واکا تسوکیاما و زنا، باشگاه ونوس را به یک گروه جدید بازسازی کردند و شیراکاوا و مایکا به عنوان رهبران مشترک انتخاب شدند.در تاریخ ۲۷ ژانویه، نام این گروه جدید به ملکه ونوس نکسوس تغییر یافت. در تاریخ ۳۰ مارس، شیراکاوا، مایکا و زنا قهرمانی هنرمند استاردوم را با شکست دوستان جی‌ای به دست آوردند.

### کشتی حرفه‌ای ژاپن جدید (۲۰۲۲، ۲۰۲۴، ۲۰۲۵)
شیراکاوا در تاریخ ۱۸ اکتبر ۲۰۲۲، در رویداد رامبل در خیابان ۴۴ام، اولین حضور خود را درکشتی حرفه‌ای ژاپن جدید تجربه کرد. او در این مسابقه با واکا تسوکیاما هم تیم شد و در یک تلاش ناموفق در برابر کایلی ری و تیارا جیمز شکست خورد.
در تاریخ ۲۳ فوریه ۲۰۲۴، در شب اول رویداد آغاز جدید در ساپورو، شیراکاوا به NJPW بازگشت و به‌طور ناموفق برای قهرمانی IWGP زنان با مایو ایواتانی رقابت کرد.
در تاریخ ۵ ژانویه ۲۰۲۵، در رویداد سلسله کشتی، شیراکاوا در یک مسابقه برنده همه چیز را می‌گیرد به مرسدس مونه باخت. در این مسابقه، قهرمانی بی چون و چرای زنان بریتانیایی و عناوین NJPW Strong Women's و AEW TBS مونه در خطر بود.

### رینگ آو آنر (۲۰۲۴–اکنون)
شیراکاوا در تاریخ ۲۱ مارس ۲۰۲۴، در قسمت برنامه کشتی رینگ آو آنر، اولین حضور خود را در رینگ آو آنر (ROH) تجربه کرد و در یک تلاش موفق در برابر آنا جی به پیروزی دست یافت.

### ای‌ئی‌دبلیو (۲۰۲۴–اکنون)
شیراکاوا در تاریخ ۱۱ آوریل ۲۰۲۴، در قسمت برنامه دینامیت، اولین حضور خود در ای‌ئی‌دبلیو را تجربه کرد و در حین حمله آنا جی به ماریا می، او را نجات داد. شیراکاوا در رویداد در مخفی با قهرمان جهان آل الیت رسلینگ، تونی استورم مواجه شد، اما استورم عنوان خود را حفظ کرد. پس از اینکه می قهرمانی را به دست آورد، در رویداد فول گیر به شیراکاوا خیانت کردو این منجر به برگزاری یک مسابقه برای عنوان دینامیت: زمستان می‌آید در تاریخ ۱۱ دسامبر شد، جایی که او نتوانست این عنوان را به دست آورد.

## سبک و شخصیت حرفه ای کشتی
شخصیت کشتی‌گیری شیراکاوا به‌طور مکرر بر اساس پیشینه‌اش به‌عنوان یک مدل گراور طراحی شده است. او به‌عنوان " کشتی‌گیر مبارز گراور اچ-کاپ " و همچنین «ونوس کشتی‌کج» معرفی شده، مفهومی که باشگاه ونوس بر اساس آن ساخته شده است.
شیراکاوا از یک تکنیک به نام "مجموعه پر زرق و برق میناً که یک پین گهواره‌ای اصلاح شده است، استفاده می‌کند. همچنین، او از "Figure Four Driver Mina" و یک High-Angle Reverse DDT به نام "Glamorous Driver MINA" به‌عنوان بخشی از حرکات کشتی‌کج خود بهره می‌برد.

## قهرمانی‌ها و دستاوردها
- بهترین بدن کشتی حرفه‌ای ژاپن
  - مسابقات قهرمانی زنان BBW (1 بار، افتتاحیه)
- کشتی حرفه ای مصور
  - رتبه ۱۶ از ۲۵۰ کشتی‌گیر زن برتر در PWI زنان ۲۵۰ در سال 2024[۴۵]
- کشتی حرفه ای رولوشن
  - قهرمانی بی چون و چرای زنان بریتانیا (۱ بار)
- ستارگان شگفت‌انگیز رینگ استاردوم
  - قهرمانی هنرمند استاردوم (۲ بار) – با تام ناکانو و اوناگی سایاکا (۱)، مایکا و زینا (1)[۴۶]
  - قهرمانی آینده استاردوم (۱ بار)
  - مسابقات قهرمانی الهه‌های استاردم (۱ بار) - با ماریا می
  - قهرمانی شگفت‌انگیز استاردوم (۱ بار)[۲۶]